# 史循
史循（1387年—？），字公序，直隸應天府江寧縣正西隅人，明朝政治人物。進士出身。

## 生平
應天府鄉試四十三名。永樂十年（1412年）壬辰科會試九十名，殿試登進士第三甲第二十六名。

## 家族
曾祖史文宗。祖父史友仁。父亲史仲實。